# NGC 7324
NGC 7324 é uma galáxia elíptica (E-S0) localizada na direcção da constelação de Pegasus. Possui uma declinação de +19° 08' 48" e uma ascensão recta de 22 horas, 37 minutos e 01,0 segundos.
A galáxia NGC 7324 foi descoberta em 13 de Setembro de 1863 por Albert Marth.